# Nathalie Loiseauová
Nathalie Loiseauová (* 1. června 1964, Neuilly-sur-Seine) je francouzská politička, diplomatka a akademická administrátorka, která od roku 2019 působí jako poslankyně Evropského parlamentu. Od roku 2012 do roku 2017 byla ředitelkou École nationale d'administration (ENA) a od 21. června 2017 do 27. března 2019 byla francouzskou ministryní pro evropské záležitosti. Ve volbách do Evropského parlamentu v roce 2019 vedla volební kandidátku strany La République En Marche!.

## Mládí
Nathalie Loiseauová se narodila 1. června 1964 v Neuilly-sur-Seine ve Francii. Její otec byl firemním konzultantem v oblasti fúzí a akvizic.
Loiseauová v roce 1983 absolvovala Sciences Po. V roce 1984 se objevila na kandidátní listině studentského svazu napojeného na krajně pravicovou Groupe Union Défense. Studovala také čínštinu na Institut national des langues et civilisations orientales.

## Kariéra v diplomacii

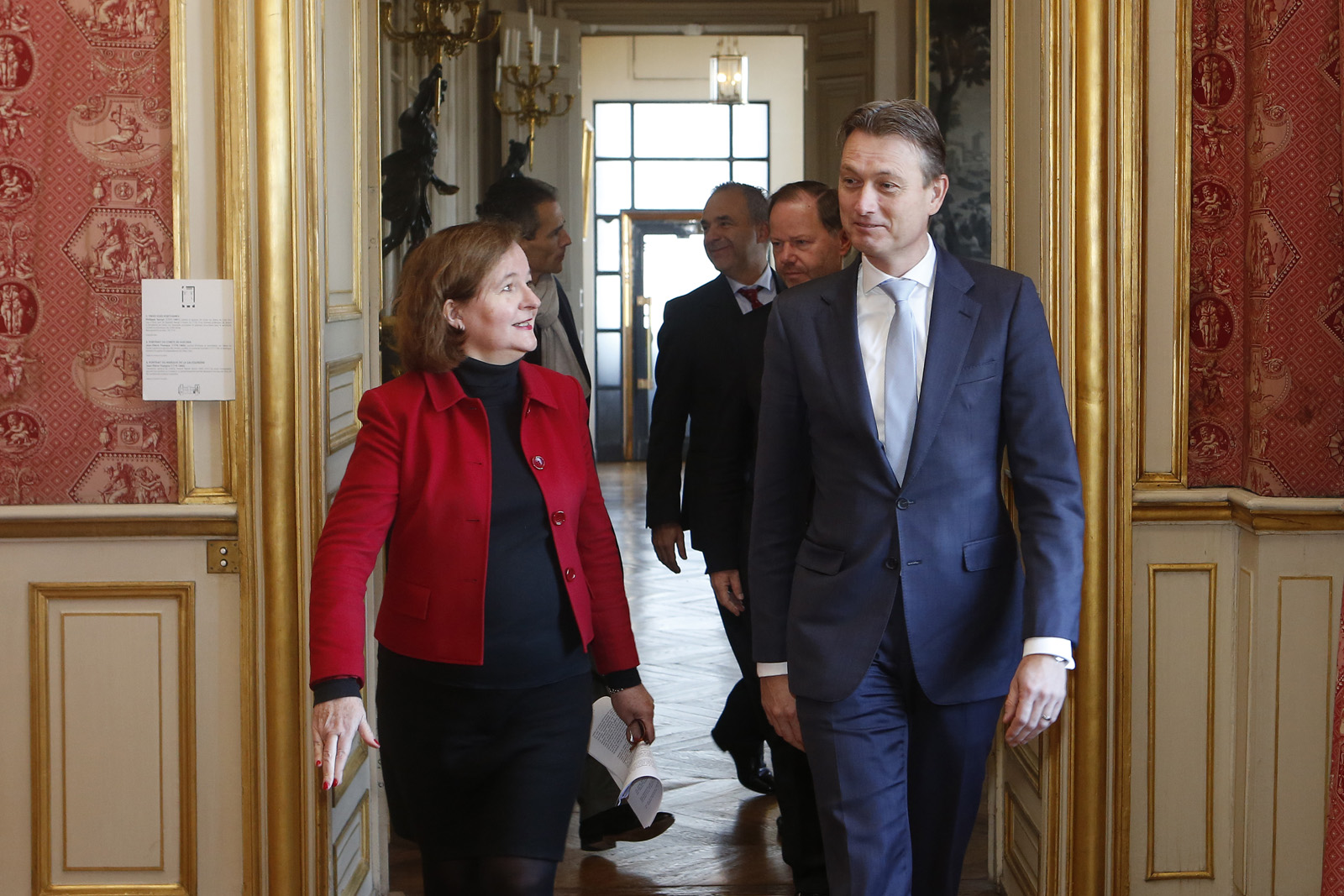
Nathalie Loiseauová s nizozemským ministrem zahraničí Halbem Zijlstrou v roce 2017

Loiseauová se poprvé dostala do kontaktu s francouzskou zahraniční službou v roce 1986. Od roku 1990 do roku 1992 působila jako diplomatka v Indonésii. V letech 1993 až 1995 byla poradkyní ministra zahraničí Alaina Juppého. Později působila na diplomatických misích v Dakaru v Senegalu a v Rabatu v Maroku. V letech 2002 až 2007 působila jako ředitelka komunikace na francouzském velvyslanectví ve Washingtonu, DC. V letech 2009 až 2012 pracovala na ministerstvu zahraničních věcí. V letech 2012 až 2017 byla ředitelkou École nationale d'administration (ENA).

## Politická kariéra
Dne 21. června 2017 Loiseauová nahradila Marielle de Sarnez na pozici francouzské ministryně pro evropské záležitosti.
Louiseauová je od voleb do Evropského parlamentu v roce 2019 poslankyní Evropského parlamentu. Od té doby je členkou Výboru pro zahraniční věci a předsedkyní jeho podvýboru pro bezpečnost a obranu.
Kromě úkolů ve výborech je Loiseauová členkou parlamentních delegací pro vztahy se zeměmi Maghrebu a Svazem arabského Maghrebu a pro vztahy s Parlamentním shromážděním NATO. Je také členkou meziskupiny Evropského parlamentu pro práva dětí, meziskupiny Evropského parlamentu pro práva LGBT a skupiny Europoslanci proti rakovině. Od roku 2021 předsedá parlamentní delegaci v Parlamentním shromáždění EU-Spojené království, které zajišťuje parlamentní dohled nad prováděním dohody mezi EU a Spojeným královstvím o obchodu a spolupráci.

## Politické pozice
V dopise z roku 2022 evropskému komisaři pro životní prostředí, oceány a rybolov Virginijusu Sinkevičiusovi Loiseauová – spolu s Pierrem Karleskindem a Stéphanie Yonovou-Courtinovou – naléhala na EU, aby přijala opatření k ukončení vypouštění surových odpadních vod z britských zařízení na úpravu vody do společných vod.

## Osobní život
Loiseauová je vdaná a má čtyři děti. Je katoličkou a feministkou.

## Práce
- LOISEAUOVÁ, Nathalie. Choisissez tout. Paris: JC Lattès, 2014. Dostupné online. ISBN 9782709644846. (francouzsky)
- LOISEAUOVÁ, Nathalie. La démocratie en BD. Paris: Casterman, 2017. ISBN 9782203132337. (francouzsky)